# José Luís Campo
José Luís Campo é uma aldeia de São Tomé e Príncipe, localiza-se no Distrito de Lembá, ilha de São Tomé, próxima às localidades de Cadão, José Luís e de Maria Luísa Campo.